# باك غريفين
باك غريفين (بالإنجليزية: Buck Griffin)‏ هو موسيقي وكاتب أغاني ومغني أمريكي، ولد في 23 فبراير 1923 في كورسيكانا في الولايات المتحدة، وتوفي في 14 فبراير 2009.

## روابط خارجية
- باك غريفين على موقع ميوزك برينز (الإنجليزية)
- باك غريفين على موقع أول ميوزيك (الإنجليزية)
- باك غريفين على موقع ديسكوغز (الإنجليزية)